# تاريخ اليهود في إسبانيا

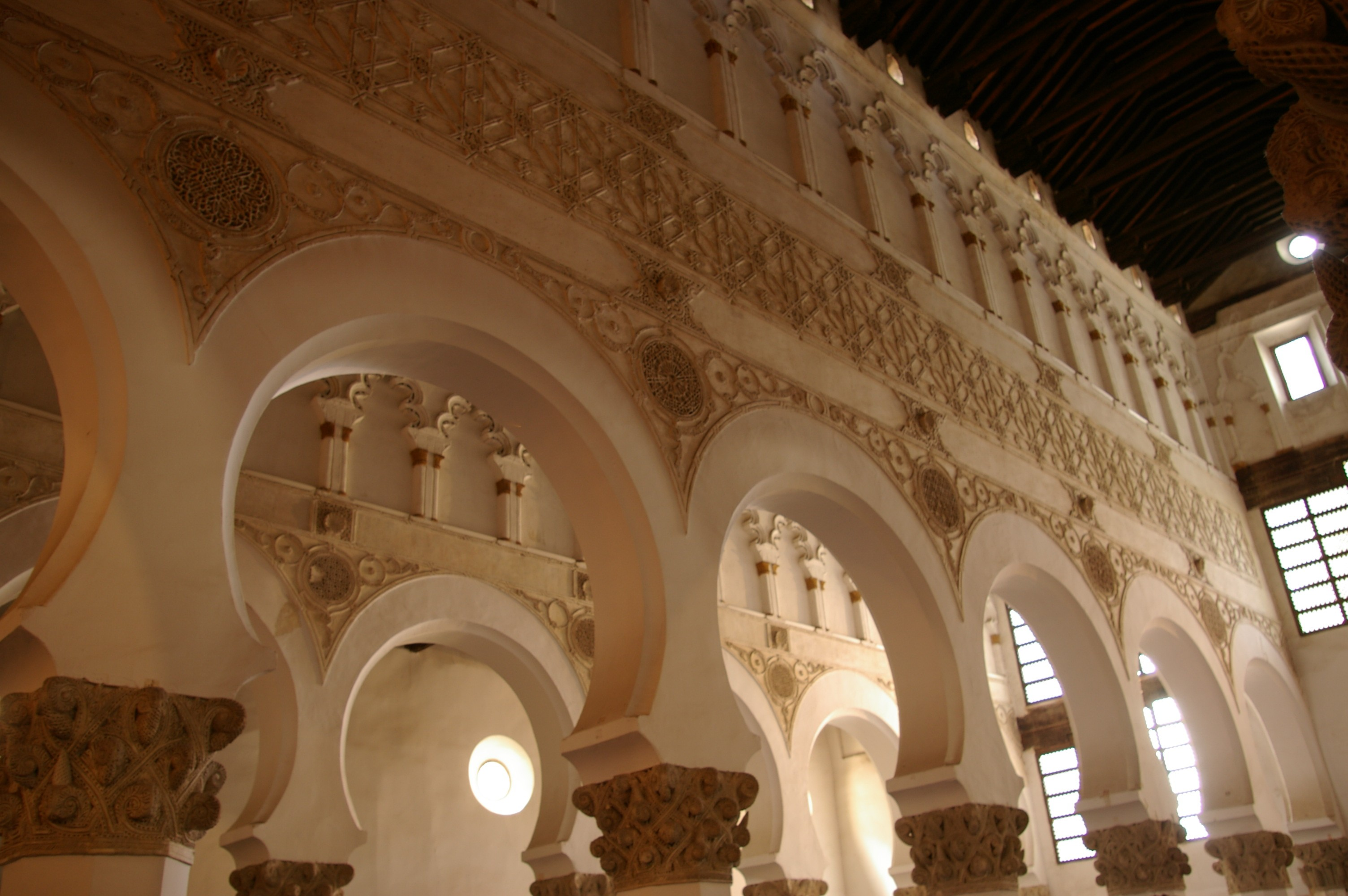

يعود تاريخ اليهود في إسبانيا إلى العصور التوراتية وفقًا للتاريخ اليهودي. كان اليهود الإسبان يشكلون ذات يوم أحد أكبر المجتمعات اليهودية وأشدها ازدهارًا في العالم. وكانت إسبانيا الزعيمة الرائدة ليهود العالم: ففيها بدأت الدراسة العلمية والفقهية للكتاب المقدس العبري، وكُتب الشعر العلماني لأول مرة بالعبرية، وللمرة الأولى بين العصور التوراتية وأصول دولة إسرائيل الحديثة، قاد اليهودي (شموئيل ناجيد) جيشًا يهودياً. وانتهت هذه الفترة بشكل نهائي مع أعمال الشغب المناهضة لليهود عام1391 ومرسوم الحمراء لعام 1492، ونتيجة لذلك حول غالبية اليهود في إسبانيا (نحو 300،000 نسمة) دينهم إلى الكاثوليكية وأُجبر أولئك الذين استمروا في ممارسة اليهودية (بين 40،000 و80،000 شخص) على النفي الإجباري على الرغم من عودة الآلاف في السنوات التي أعقبت نفيهم.
يعيش ما يقدر بنحو 13،000 إلى 50،000 يهودي في إسبانيا اليوم، يتمركزون في مقاطعات في مالاغا ومدريد وبرشلونة بالإضافة إلى الوجود التاريخي في مدينتي سبتة وميلية اللتين تتمتعان بالحكم الذاتي. وجزء كبير من هؤلاء هم اليهود الناطقون بالإسبانية الذين عادوا إلى إسبانيا بعد قرون من الاغتراب في شمال المغرب في أثناء وبعد الحماية الإسبانية، وبشكل رئيسي من أمريكا اللاتينية ولكن أيضًا من أصول أوروبية، موجود أيضًا في إسبانيا. في عام 2014، مُنح أحفاد يهود السفارديم الذين جرى نفيهم في عام 1492 الجنسية الإسبانية، دون أن يُطلب منهم الانتقال إلى إسبانيا أو التخلي عن أي جنسية أخرى قد تكون لديهم في ذلك الوقت (انظر إلى المصالحة المسيحية اليهودية وقانون العودة الإسباني والبرتغالي) وكان الموعد النهائي لتقديم الطلبات هو سبتمبر 2019، وفي ذلك الوقت كان هناك 130,000يهودي قد قدموا طلبًا.

## التاريخ القديم (قبل 300 ق.م)
يربط البعض بلد ترشيش كما ورد في كتب سفر إرميا وحزقيل وسفر الملوك الأول وسفر يونان أو يونس ورومان، بإحدى المناطق في جنوب إسبانيا. وفي وصف إمبراطورية صور بشكل عام من الغرب إلى الشرق، أُدرجت ترشيش أولًا في كتاب (سفر حزقيال 27.12-14)، وفي سفر يونان 1.3 وهو المكان الذي سعى فيه يونس للفرار من الرب، ومن الواضح أنه يمثل أقصى مكان غربي يُمكن للمرء أن يُبحر إليه.
تُعد العلاقة بين اليهود والترشيش واضحة. إذ يمكن للمرء أن يتكهن بأن التجارة التي أجراها مبعوثون يهود، تُجار، حرفيون أو تُجار آخرون من بين الفينقيين الطغاة الساميين ربما قد جلبتهم إلى ترشيش. على الرغم من أن مفهوم ترشيش كإسبانيا يعتمد فقط على المادة الموحية، إلا أنه يترك الباب مفتوحًا لإمكانية وجود يهودي مبكر جدًا في شبه الجزيرة الإيبيرية.
هناك أدلة جوهرية على اليهود في إسبانيا والتي تأتي من العصر الروماني رغم أن الانتشار اليهودي في أوروبا هو أكثر ارتباطًا بالشتات، الذي أعقب الغزو الروماني ليهوذا، إلا أن الهجرة من أرض إسرائيل إلى منطقة البحر الأبيض المتوسط الرومانية الكبرى قد سبقت  تدمير القدس على يد الرومان تحت سيطرة تيتوس. في مذكراته فاكتا ودكتا يُشير فاليريوس ماكسيموس إلى طرد اليهود والكلدانيين من روما في عام 139 قبل الميلاد بسبب تأثيرهم الفاسد. وفقًا ليوسيفوس أو اسمه الأصلي يوسف بن ماتيتياهو، حاول الملك أغريبا تثبيط يهود القدس عن التمرد ضد السلطة الرومانية بإرجاع أصل اليهود إلى جميع أنحاء الإمبراطورية الرومانية والأماكن الأخرى. وقد حذر أغريبا من أن «الخطر لا يتعلق باليهود الذين يسكنون هنا فقط، بل وبأولئك الذين يسكنون في مدن أخرى أيضًا، لأنه لا يوجد أناس على أرض صالحة للسكن إلا ويوجد بينهم جزء منكم، والذين قد يُقتلون من قبل أعدائكم، في حال ذهبتهم لخوض الحرب».
كتب الحاخام (الزعيم) والباحث، إبراهيم بن داوود، في عام 1161: «يوجد معتقد لدى المجتمع اليهودي في غرناطة بأنهم من سكان القدس، ومن نسل يهوذا وبنيامين، لا من القرى أو البلدات في المناطق النائية لفلسطين». وبمواضع أخرى، يكتب عن عائلة جده من الأم وكيف وصلوا إلى إسبانيا». عندما تولى تيتوس السيادة على القدس، استرضاه ضابطه الذي تم تعيينه على هسبانيا، وطلب منه أن يرسل إليه الأسرى المكونين من نبلاء القدس، فأرسل إليه القليل منهم، وكان من بينهم أولئك الذين صنعوا الستائر وكانوا على دراية بأعمال الحرير وأحدهم اسمه باروخ وبقيا في ميريدا. هنا، يشير الحاخام إبراهيم بن داود إلى التوافد الثاني لليهود إلى إسبانيا، بعد وقت قصير من تدمير المعبد الثاني لإسرائيل.
ويُزعم أن أقدم ذِكر لإسبانيا (هسبانيا) موجود في كتاب سفر عوبديا 1:20 «وَسَبْيُ هذَا الْجَيْشِ مِنْ بَنِي إِسْرَائِيلَ يَرِثُونَ الَّذِينَ هُمْ مِنَ الْكَنْعَانِيِّينَ إِلَى صَرْفَةَ. وَسَبْيُ أُورُشَلِيمَ الَّذِينَ فِي صَفَارِدَ يَرِثُونَ مُدُنَ الْجَنُوبِ». في حين أن مؤلف القاموس داوود بن إبراهيم الفاسي، طابق مدينة شرفات مع مدينة الصرفند. وقد تُرجمت كلمة سيفراد في نفس المقطع من قبل الباحث الحاخامي رابي في القرن الأول، يوناثان بن أوزيل، مثل إسباميا. استنادًا إلى التدريس اللاحق في خلاصة القوانين الشفوية اليهودية التي جمعها الحاخام يهوذا هناسي في عام 189 والمعروفة باسم مشناه، ترتبط إسباميا بمكان بعيد جدًا، وينظر إليها عمومًا على أنها هسبانيا أو إسبانيا. في نحو عام 960م ، كتبَ حسداي بن صبراوت، وزير التجارة في بلاط الخليفة في قرطبة، إلى يوسف، ملك خزاريا، قائلا: «إن اسم أرضنا التي نسكنها تُدعى باللغة المقدسة، سيفراد، ولكن بلسان العرب الذين يسكنون الأراضي، تُدعى الأندلس، وإن اسم عاصمة المملكة هو قرطبة».
وفقًا للحاخام ديفيد كيمتشي (1160-1235)، في تعليقه على سفر عوبديا 1:20، فإن كلتا مدينتي شرفات وسيفراد تشير إلى الأسر اليهودية التي طُردت في أثناء الحرب مع تيتوس وذهبت بعيدًا إلى بلدان مثل ألمانيا وإسكالونا وفرنسا وإسبانيا. وقد ذُكرت أسماء شرفات وسيفراد بوضوح على التوالي من قبل الحاخام على أنها فرنسا وإسبانيا. يعتقد بعض العُلماء أنه في حالة اسم المكان، فإن اسم مدينة شرفات يدعى (بلاد صرفند المضيئة)؛ والذي كما لوحظ قد جرى تطبيقه على الشتات اليهودي في فرنسا، ثم تم إنشاء رابطة مع فرنسا بشكل مثالي وذلك بسبب تشابهها في التهجئة مع اسم (فرنسا) عن طريق عكس حروفها.

يذكر اليهودي موسى دي ليون (نحو عام 1259-1305)، تقليدًا بخصوص النفي اليهودي الأول، قائلًا إن الغالبية العظمى من المنفيين الأوائل الذين طُردوا من أرض إسرائيل في أثناء الأسر البابلي رفضوا العودة، لأنهم رأوا أن المعبد الثاني سيتم تدميره مثل الأول. وفي دراسة أخرى، جرى تناقلها لاحقًا من قِبل موسى بن مشير في القرن السادس عشر، أُشير بوضوح إلى حقيقة أن اليهود قد عاشوا في إسبانيا منذ تدمير المعبد الأول:
«الآن، وقد سمعت أن هذا التمجيد، (الذي نستخدمه الآن في طقوس الصلاة)، أرسله المنفيون الذين طُردوا من القدس ولم يكونوا مع عزرا في بابل، وأن عزرا قد أرسل استفسارًا بعدهم، لكنهم لم يرغبوا بالذهاب إلى هناك، وردًا على ذلك قالوا إنه نظرًا إلى أنه من المقرر أن يذهبوا مرة أخرى إلى المنفى، وأن المعبد سوف يدمر مرة أخرى، فلماذا ينبغي علينا أن نُضاعف عذابنا؟ من الأفضل لنا أن نبقى هنا في مكاننا ونخدم الله. الآن، سمعت أنهم أهل طُلَيِطلَة وأولئك القريبين منهم. ومع ذلك، وحتى لا يُنظر إليهم كرجال أشرار أو يفتقرون إلى الإخلاص، لا قدر الله، فقد كتبوا لهم هذا الثناء السمح، الخ..». 
وكتب غدليا بن جيكيا الإسباني، على نحو مماثل:
«في الخامس من عام 252 سابقًا (عام 1492 م)، قام الملك فرديناند وزوجته إيزابيلا بشن الحرب مع الإسماعيليين الذين كانوا في غرناطة واستولوا عليها، وفي أثناء عودتهم أمروا اليهود في كل المملكة بأن يغادروا البلاد (التي امتلكوها الآن) في وقت قصير. وهي بلاد قشتالة ونافار وكاتالونيا وأراغون وغرناطة وصقلية. ثم أجاب مواطن يهودي من طليطلة بقوله إنهم لم يكونوا موجودين في أرض يهوذا عندما قُتل المسيح. على ما يبدو، كُتب ذلك على حجر كبير في شارع المدينة والذي نقش عليه بعض من أصحاب السيادة القديمة وشهدوا بأن يهود طليطلة لم يغادروا من هناك في أثناء بناء المعبد الثاني، ولم يكونوا متورطين في موت (الرجل الذي دعوه المسيح). ومع ذلك لم يكن هناك أي اعتذار لهم عن ذلك ولا لبقية اليهود، حتى تم إجلاء ستمئة ألف روح من هناك».
يخبر الدون إسحاق ابرابانيل، وهو شخصية يهودية بارزة في إسبانيا في القرن الخامس عشر وأحد حاشية الملك الموثوق بهم الذين شهدوا طرد اليهود من إسبانيا في عام 1492، يُخبر قُراءه بأن أول يهود وصلوا إلى إسبانيا جرى إحضارهم إليها عن طريق سفينة معينة لفيروس والذي كان متحالفًا مع ملك بابل عندما حاصر القُدس. كان هذا الرجل إغريقيًا بالولادة، ولكنه مُنح مملكة في إسبانيا. أصبح مرتبطًا بالزواج من عائلة إسبان، ابن شقيق الملك هرقل، والذي حكم أيضًا مملكة في إسبانيا. تخلى هرقل لاحقًا عن عرشه بسبب ميوله لبلده الأصلي اليونان، تاركًا مملكته لابن أخته، إسبان، الاسم الذي اشتقت منه دولة إسبانيا. ينحدر المنفيون اليهود الذين نُقلوا إلى هناك من قبل فيروس المذكور سابقًا من نسب يهوذا وبنيامين وشمعون وليفي، ووفقًا لابرابانيل، فإنهم استقروا في منطقتين في جنوب إسبانيا: الأولى، هي الأندلس في مدينة لوسينا؛ وهي مدينة سمّاها المنفيون الذين جاؤوا إلى هناك، والثانية هي في بلدة محيطة بطليطلة.

## تحت حكم القوط الغربيين (القرن الخامس الميلادي - 711 م)
دخلت معظم أراضي أيبيريا تحت حكم القوط الغربيين بعد غزوهم إياها في القرن الخامس الميلادي. كان القوط الغربيون يدينون بالأريانية المسيحية وبالرغم من ازدرائهم للكاثوليك -السواد الأعظم من سكان أيبيريا- فإنهم لم يتدخلوا في التنوع الديني القائم في البلاد. قام ألاريك الثاني عام 506 م بإعلانه دستورا للبلاد قائما على مبادئ دولة الرومان. منذ ذاك الوقت بدأت بعض المناوشات من قبل القوط مع بعض يهود أيبيريا.
بسبب رغبة حكام القوط بتثبيت الديانة الجديدة التي اعتنقوها فقد اتخذوا أساليب أشد مع مخالفي ديانتهم. قام توليدو الثالث من منع اليهود من تولي منصب رئاسي كما أمر بمنعهم من التزواج مع المسيحيين أو إجراء الختان على أي شخص غير يهودي في البلاد. بسبب عدم تحول كل القوط إلى الكاثوليكية فإن العديد منهم بقوا على الأريانية وظلوا حلفاء لليهود وقاموا بحمايتهم بعض الشيء.